# Gregory V của Constantinopolis
Gregory V (tiếng Hy Lạp: Γρηγόριος Ε΄; 1746 – 22 tháng 4, 1821), có tên gốc là Georgios Angelopoulos (Γεώργιος Αγγελόπουλος) là Thượng phụ Đại kết thành Constantinopolis từ năm 1797 tới 1798, từ 1806 tới 1808, và từ 1818 tới 1821. Ông có công lớn trong việc khôi phục nhà thờ chính tòa Thánh George sau khi nhà thờ này bị lửa thiêu rụi năm 1738.

## Tiểu sử
Sinh ra ở Dimitsana, ông theo học ở Athens trong 2 năm từ năm 1756, sau đó ông tới học tập ở Smyrna trong 5 năm tiếp theo. Ông cạo đầu để trở thành tu sĩ và lấy tên "Gregory" ở tu viện tại Strofades, sau đó ông học tiếp ở trường Patmiada. Trở về Smyrna, ông được phong chức phó tế bởi thượng phụ Procopius, khi đó đang là giám mục đô thành Smyrna. Năm 1785, Gregory được suy tôn chức giám mục đô thành Smyrna khi Procopius được bầu làm Thượng phụ Đại kết thành Constantinopolis. Năm 1797, Gregory được bầu làm Thượng phụ Đại kết lần đầu tiên, sau khi Gerasimus III từ chức.
Vào buổi đầu của Chiến tranh giành độc lập Hy Lạp, với tư cách người đứng đầu cộng đồng Chính thống giáo, Gregory V bị sultan Mahmud II của Đế quốc Ottoman khiển trách do không có khả năng ngăn chặn cuộc nổi dậy của người Hy Lạp.
This was in spite of the fact that Gregory had condemned the Greek revolutionary activities in order to protect the Greeks of Constantinople from such reprisals by the Ottoman Turks. After the Greek rebels scored several successes against the Ottoman forces in the Peloponnese, these reprisals came.
Directly after celebrating the solemn Paschal Liturgy on 22 tháng 4, 1821 (10 April Old Style), Gregory was accosted by the Ottomans and, still in full liturgical vestments, taken out of the Patriarchal Cathedral. He was then lynched, his corpse being left for two days on the main gate of the Patriarchate compound, all by order of the Sultan. The Patriarch's body was eventually interred in the Metropolitan Cathedral of Athens. He is commemorated by the Greek Orthodox Church as an Ethnomartyr (tiếng Hy Lạp: Εθνομάρτυρας). In his memory, the Saint Peter Gate, once the main gate of the Patriarchate compound, was welded shut in 1821 and has remained shut ever since.

## Sức ảnh hưởng
Vụ ám sát kinh hoàng Gregory V, đặc biệt lại diễn ra vào Lễ Phục Sinh, đã gây sốc và khiến người Hy Lạp cũng như Đế quốc Nga Chính thống giáo tức giận. Sự kiện này cũng kéo theo những cuộc biểu tình ở phần còn lại của châu Âu và thúc đẩy phong trào Philhellenism (ủng hộ văn hóa Hy Lạp). Trong chiến tranh giành độc lập Hy Lạp có nhiều người cách mạng đã khắc tên Gregory lên thanh kiếm của mình với quyết tâm báo thù.
Dionysios Solomos, trong tác phẩm "Thánh ca Tự do" mà sau này được phổ nhạc thành quốc ca Hy Lạp, đã nhắc đến sự kiện thượng phụ bị treo cổ trong một số khổ thơ.